# Robert Reuterskiöld
Knut Robert Fabian Reuterskiöld, född 13 januari 1838 på Tidö slott i Rytterne socken, Västmanlands län, död 20 februari 1902 i Stockholm, var en svensk militär.
Robert Reuterskiöld var son till Fabian Reuterskiöld och Anna Birgitta Charlotta Schenström. Han blev sergeant vid Hälsinge regemente 1856, student vid Uppsala universitet 1858 och fanjunkare samma år, Reuterskiöld avlade officersexamen vid Hazelii läroanstalt 1859 och blev underlöjtnant vid Hälsinge regemente samma år. Han var kompaniofficer vid krigsskolan på Karlberg 1862–1866, blev löjtnant 1864, var stabsadjutant vid Femte militärdistriktet 1865–1870 och tillförordnad gymnastiklärare vid Gävle högre allmänna läroverk 1866–1868. Reuterskiöld befordrades till kapten 1874, var ledamot av arméns fullmäktige 1878 och blev major 1879. Han var ledamot i Gävleborgs läns hushållningssällskaps förvaltningsutskott från 1880, skattmästare i Gävleborgs läns hushållningssällskap 1882–1920 och vice ordförande bland Gävle stadsfullmäktige 1885. Reuterskiöld blev överstelöjtnant och premiärmajor 1887 samt var överste och chef för Hälsinge regemente 1893–1901. Han var ordförande i Gävleborgs läns ränte- och kapitalförsäkringsanstalt från 1895 och ordförande i Gävle drätselkammare från 1896. Reuterskiöld blev 1880 riddare och 1896 kommendör av andra klass av Svärdsorden. Han blev 1895 riddare av Vasaorden.